# Aechmea tillandsioides
Aechmea tillandsioides é uma espécie de planta da família das bromeliáceas, típica da floresta Amazônica, no Brasil, Bolívia, Colômbia, Equador, Peru e Venezuela. É muito usada como planta ornamental.
Esta espécie perene é citada em Flora Brasiliensis por Carl Friedrich Philipp von Martius.

## Sinônimos
- Aechmea kienastii
- Aechmea tillandsioides var. kienastii (E.Morren ex Mez) L.B.Sm. 1942